# Baratier
Baratier é uma comuna francesa na região administrativa da Provença-Alpes-Costa Azul, no departamento de Altos-Alpes. Estende-se por uma área de 15,99 km². Em 2010 a comuna tinha 626 habitantes (densidade: 39,1 hab./km²).